# Abdelmajid Oulmers
Abdelmajid Oulmers (Sidi-Bouali, 12 settembre 1978) è un ex calciatore marocchino, di ruolo centrocampista.